# EMD DDA40X

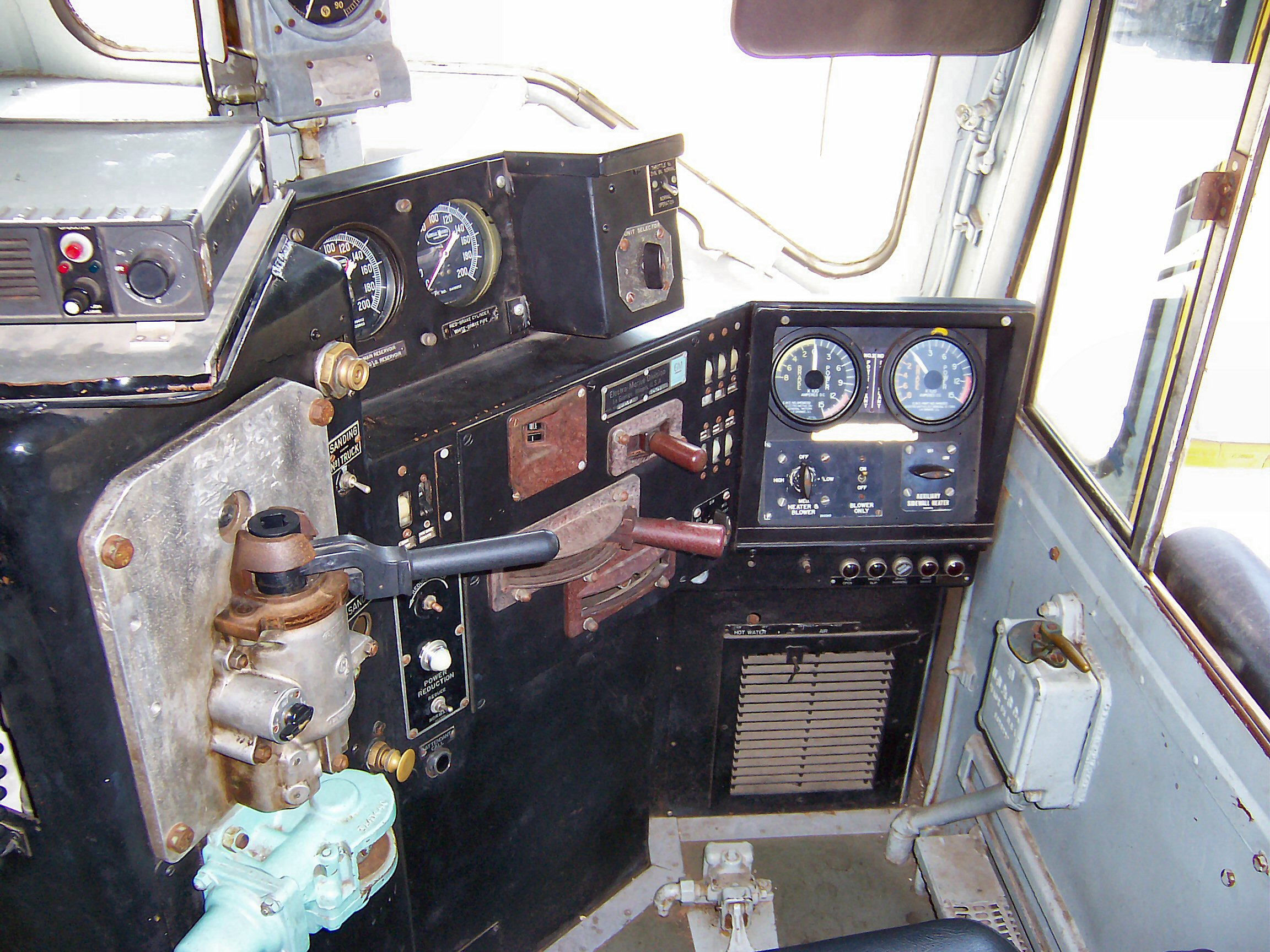
A mozdony vezetőállása

Az EMD DDA40X egy 8 tengelyes dízel-elektromos mozdony. Beceneve "Centennial".

## Története
A Union Pacific úgy ünnepelte 1969-ben az első transzkontinentális vasútvonal megnyitásának 100. évfordulóját, hogy üzembe helyezték a Centennial nevű mozdonysorozatot. Ezek a mozdonyok a világ legerősebb dízelmozdonyai. A sorozat nem lett sikeres, ugyanis a hosszú futóművek miatt az ívekben túlzottan kopott a sín és a nyomkarima. Az eredeti tulajdonos a Union Pacific Railroad volt, 47 darabot vásároltak.

## Forgalomba helyezve
- 6900–6924: 1969. június–december
- 6925–6946: 1971. június–szeptember

## Kiállított példányok
- 6900 - Kenefick Park, Omaha, Nebraska
- 6901 - Pocatello, Idaho
- 6911 - Mexico Institute of Technology, Mexikóváros
- 6913 - Museum of the American Railroad, Dallas, Texas
- 6915 - Railway and Locomotive Historical Society, Pomona, Kalifornia
- 6916 - Ogden, Utah
- 6922 - North Platte, Nebraska
- 6925 - Stored at Chamberlain Dél-Dakota, on Dakota Southern Railroad
- 6930 - Illinois Railway Museum, Union, Illinois
- 6936 - ???
- 6938 - North Little Rock, Arkansas
- 6944 - Museum of Transportation, St. Louis Missouri
- 6946 - Western Pacific Railroad Museum, Portola, Kalifornia.